# Капуџух
Капуџух (јерм. Կապուտջուղ / Капуџух; азер. Qapıcıq / Капиџик) је највиши део Зангезурких планина у региону Јерменске висоравни. Смештена је на граници јерменског марза Сјуник и азерске ексклаве Нахчиван.
Највиши врх налази се на надморској висини од 3.905 метара, са релативном висином од 1.815 метара. Други је по висини планински врх на територији Републике Јерменије.
У подножју планине постоје лешишта гранита и гранодиорита. Највиши врхови су прекривени снегом и ледом.